# Jhon Espinoza
Jhon Espinoza, né le 24 février 1999 à Guayaquil en Équateur, est un footballeur international équatorien jouant au poste d'arrière droit au FC Lugano.

## Biographie

### En club
Jhon Espionza est formé par le Deportivo Cuenca, club avec lequel il fait ses débuts en professionnel en 2017.
Le 16 juillet 2018, Jhon Espinoza rejoint le SD Aucas.
Il est transféré au Fire de Chicago en Major League Soccer le 23 novembre 2020, celui-ci devenant effectif au 1er janvier 2021. Avec la franchise américaine, il joue vingt rencontres en 2021 et autant en 2022, n'inscrivant aucun but.
Le 27 décembre 2022, il rompt son contrat à l'amiable et signe au FC Lugano, club appartenant au même propriétaire que Chicago,. Dans la même journée, l'ailier suisse Maren Haile-Selassie fait le chemin inverse et intègre le Fire sous forme de prêt.

### En sélection
Avec les moins de 20 ans, il participe au championnat sud-américain des moins de 20 ans en début d'année 2019. Lors de cette compétition, il joue sept matchs, tous en tant que titulaire et officie comme capitaine. Il dispute ensuite quelques mois plus tard la Coupe du monde des moins de 20 ans organisée en Pologne. Lors du mondial junior, il joue sept matchs, tous en tant que titulaire et en étant à nouveau capitaine de l'équipe. Il s'illustre en marquant un but face aux États-Unis -20 ans en quart de finale le 8 juin, permettant à son équipe de s'imposer (1-2). Les joueurs équatoriens se classent troisième du mondial en battant l'Italie lors de la « petite finale ».
Le 11 septembre 2019 Jhon Espinoza honore sa première sélection avec l'équipe nationale d'Équateur, lors d'un match amical face à la Bolivie. Il est titulaire au poste d'arrière droit ce jour-là et son équipe s'impose sur le score de trois buts à zéro.

## Palmarès
- Vainqueur du championnat de la CONMEBOL des moins de 20 ans en 2019 avec l'équipe d'Équateur des moins de 20 ans
- Troisième de la Coupe du monde des moins de 20 ans en 2019 avec l'équipe d'Équateur des moins de 20 ans